# Liste der denkmalgeschützten Objekte in Breitenau am Hochlantsch
Die Liste der denkmalgeschützten Objekte in Breitenau am Hochlantsch enthält die 4 denkmalgeschützten, unbeweglichen Objekte der Gemeinde Breitenau am Hochlantsch im steirischen Bezirk Bruck-Mürzzuschlag.

## Denkmäler
| Foto |                 | Denkmal | Standort                                    | Beschreibung | Metadaten |
| ---- | --------------- | --- | ------------------------------------------- | --- | --- |
| ja   | Datei hochladen | Kath. Filialkirche hl. Jakob in der Breitenau und ehem. Friedhof HERIS-ID: 51825 Objekt-ID: 57624                 | Erhardstraße 69 Standort KG: Erhardstraße   | Die Filialkirche ist ein kleiner gotischer Bau mit barocken Erweiterungen. Der Chor stammt aus der Zeit um 1400; auch das dreijochige Langhaus ist im Mauerkern gotisch. Zwei Seitenkapellen wurden Ende des 17. Jahrhunderts angefügt, der quadratische Westturm 1713 errichtet.                                                                                   | BDA-Hist.: Q23718191 Status: § 2a Stand der BDA-Liste: 2025-06-30 Name: Kath. Filialkirche hl. Jakob in der Breitenau und ehem. Friedhof GstNr.: .28 Filialkirche Sankt Jakob in der Breitenau                      |
| ja   | Datei hochladen | Bauernhaus Ebenhiasl HERIS-ID: 92098 Objekt-ID: 106993seit 2016                                                   | Erhardstraße 104 Standort KG: Erhardstraße  | | BDA-Hist.: Q37758088 Status: Bescheid Stand der BDA-Liste: 2025-06-30 Name: Bauernhaus Ebenhiasl GstNr.: .93 Bauernhaus Ebenhiasl, Breitenau                                                                        |
| ja   | Datei hochladen | Kath. Pfarr- und Wallfahrtskirche hl. Erhard in der Breitenau und ehem. Friedhof HERIS-ID: 51812 Objekt-ID: 57607 | bei St. Erhard 21 Standort KG: Erhardstraße | Die Kirche St. Erhard ist ein qualitätvolles früh- bis hochgotisches Bauwerk. Das Langhaus enthält noch romanische Mauerteile; im Barock erfolgten einige Anbauten. In zwei Chorschlussfenstern finden sich vorzügliche gotische Glasmalereien aus der Zeit zwischen 1386 und 1395. Hochaltar, Seitenaltäre, Kommunionsgitter und Orgel stammen aus der Barockzeit. | BDA-Hist.: Q23713826 Status: § 2a Stand der BDA-Liste: 2025-06-30 Name: Kath. Pfarr- und Wallfahrtskirche hl. Erhard in der Breitenau und ehem. Friedhof GstNr.: 782, .74 Pfarrkirche Sankt Erhard in der Breitenau |
| ja   | Datei hochladen | Wallfahrtskapelle Maria Schüsserlbrunn HERIS-ID: 92045 Objekt-ID: 106938                                          | Lantsch 22 Standort KG: Lantsch             | Die Wallfahrtskapelle Schüsserlbrunn geht in ihrer heutigen Form auf das Jahr 1882 zurück. Der Holzbau besteht aus einem einfachen Schiff mit Dachreiter und mehreren Spitzbogenfenstern. Der Innenraum ist mit zahlreichen Votivbildern geschmückt, der Marienaltar wurde im Jahr 1900 geweiht.                                                                    | BDA-Hist.: Q23668376 Status: § 2a Stand der BDA-Liste: 2025-06-30 Name: Wallfahrtskapelle Maria Schüsserlbrunn GstNr.: .62 Pilgrimage Church (Schüsserlbrunn)                                                       |